# Unio Esportiva Santa Coloma
O Unio Esportiva Santa Coloma é um clube andorrano com sede no povoado de Santa Coloma, Andorra la Vella. Os seus jogos em casa são disputados no Estádio Comunal de Aixovall.
A equipa de futebol sénior participa, na temporada 2010-2011, da 1ª divisão (Lliga Nacional de Futbol) do Campeonato de Futebol de Andorra.